# Maďarsko na Zimních olympijských hrách 1952
Maďarsko na Zimních olympijských hrách v roce 1952 reprezentovala výprava 12 sportovců (8 mužů a 4 ženy) v 4 sportech.

## Medailisté
| Medaile | Jméno                        | Sport         | Soutěž            |
| ------- | ---------------------------- | ------------- | ----------------- |
| Bronz   | Marianna Nagyová László Nagy | Krasobruslení | Sportovní dvojice |